# Bloody Mary (motorfiets)
De Bloody Mary was een speciale sprint-motorfiets die in 1961 in Amerika door E.G. Potter uit Itaca (Michigan) gemaakt werd.
De basis was een Harley-Davidson-frame uit 1946 waarin een 4638cc-Chevrolet-motor was gemonteerd. De machine bereikte binnen 400 meter een topsnelheid van 206 km/h.